# Mošeja Lala Mustafa paše
Mošeja Lala Mustafa paše (grško Τέμενος Λαλά Μουσταφά Πασά Temenos Lalá Moustaphá Pasá, turško Lala Mustafa Paşa Camii), prvotno znana kot stolnica sv. Sv. Nikolaja in pozneje sv. Sofija (Ayasofya) mošeja Mağusa, je največja srednjeveška stavba v Famagusti na Cipru. Zgrajena med letoma 1298 in ok. 1400, je bila posvečena kot katoliška stolnica leta 1328. Stolnica je bila preurejena v mošejo, potem ko je Osmansko cesarstvo leta 1571 zavzelo Famagusto in je še danes mošeja. Od leta 1954 je stavba dobila ime po Lali Mustafa paši, velikem vezirju Osmanskega cesarstva iz Sokolovićev v Bosni, ki je služil Muratu III. in vodil osmanske sile proti Benečanom na Cipru.

## Zgodovina

### Zgodnja zgodovina
Francoska rodbina Lusignan je vladala kot kralji Cipra od 1192 do 1489 in s seboj prinesla najnovejši francoski okus v arhitekturi, zlasti razvoj gotske arhitekture.
Stolnica je bila zgrajena od leta 1298 do 1312 in je bila posvečena leta 1328. Potek gradnje leta 1311 beleži edinstven napis na oporniku ob južnih vratih. »Po nesrečni epizodi, ko je sedanji škof poneveril restavratorski sklad", je škof Guy iz Ibelina zapustil 20.000 bezantov za njeno gradnjo. Lusignani so bili okronani za kralje Cipra v stolnici Svete Sofije (zdaj Selimova mošeja, Nikozija) v Nikoziji in nato okronani za kralje Jeruzalema v stolnici sv. Nikolaja v Famagusti.
Stavba je zgrajena v žarkastem gotskem slogu, kar je precej redko zunaj Francije, čeprav je »posredovano skozi stavbe v Porenju«. O zgodovinski vezi med Francijo in Ciprom pričajo njene vzporednice s francoskimi arhetipi, kot je Reimska stolnica. Dejansko je podobnost tako močna, da so stavbo poimenovali Ciprski Reims; zgrajena je bila s tremi vrati, dvema stolpoma nad stranskima ladjama in ravno streho, značilno za križarsko arhitekturo.
Nekaj po letu 1480 je bila na jugozahodnem vogalu stolnice dodana dvorana za srečanja, znana kot Loggia Bembo. Odlikuje jo dovršeno oblikovan vhod z vitkimi stebri iz marmorja in je v arhitekturnem slogu, ki se precej razlikuje od sloga same stolnice. Povezanost z družino Bembo, od katere so nekateri zasedli vidne položaje na Cipru, kažejo njihove heraldične oznake na stavbi. Za popestritev lože so kot sedeže na vsaki strani vhoda postavili poznoantične fragmente iz marmorja, verjetno pripeljane iz Salamisa.

### Osmansko obdobje
Zgornja dela obeh stolpov stolnice sta bila prizadeta zaradi potresov, močno poškodovana med osmanskimi bombardiranjem leta 1571 in nista bila nikoli popravljena. Ko so Benečane premagali in je Famagusta padla do avgusta 1571, je Ciper padel pod osmansko oblast, stolnica pa je bila spremenjena v mošejo, ki so jo preimenovali v mošejo sv. Sofije iz Mağusa.
Skoraj vsi kipi, razpela, vitraji, freske in slike so bili odstranjeni ali ometani, pa tudi večina grobnic in oltar. Ohranjena je bila gotska stavba, v severni ladji pa je še vedno mogoče identificirati nekaj grobnic.
Leta 1954 so jo preimenovali v mošejo Lala Mustafa paše po poveljniku osmanskega osvajanja leta 1570 - zloglasnem po grozovitem mučenju Marca Antonia Bragadina, beneškega poveljnika mestne trdnjave. Bragadin je mesto predal po brutalnem 10-mesečnem obleganju, v katerem je 6000 krščanskih branilcev zadržalo vojsko več kot 100.000 osmanskih Turkov.

## Arhitekturna zapuščina
Stolnica sv. Nikolaja ni bila široko posnemana, kolikor je mogoče soditi po preživelih stavbah Lusignanskega obdobja na Cipru. Vendar pa so bili v 19. stoletju zahodni portal in druge podrobnosti kopirani neposredno v grško pravoslavno cerkev v Lysi, mestu severno od Larnake.

## Stolnica v Famagusti v literaturi
Stolnica v Famagusti se pojavlja v več literarnih delih, med drugim v Kuraj italijanske pisateljice Silvie Di Natale, Sunrise britanske pisateljice Victorie Hislop in In Search of Sixpence anglo-ciprskega avtorja Michaela Paraskosa.

## Galerija
- Detajl poznoantične preklade, uporabljene kot sedež pred Loggia Bembo.
- Napis datiran 1311 na južni strain stolnice prikazuje potek gradnje.
- Loža Bembo, detajl vhoda, ok. 1480-ta. Heraldični znaki družine Bembo so na kapitelih stebrov in so vidni na koncu marmornega sedeža.
- Notranjost stolnice